# 斯蒂芬·安德森
斯蒂芬·安德森（英語：Stephen Anderson，1958年1月30日—），澳大利亚男子草地滚球运动员。他曾代表澳大利亚参加1994年英联邦运动会草地滚球比赛，获得男子四人银牌。